# 和音
几个不同的音在同一时间的结合叫做和音（俄文：созвучие，英文：sonority）。

## 和声、和音、和弦的关系
使几个音组合成和音，并使这样的一些和音形成连续的进行，这就是和声。
和声对于音乐作品的发展，对于加深和丰富音乐作品的表现力，具有非常重要的意义。 它能使旋律获得极为多样的感情色调与色彩，特别是当同一个旋律采用了不同的和声进行伴奏时， 它的这种作用表现得最为明显。 
人们常常把这样的一组和音，甚至是一个和音也叫做和声。 
“和声学”（也叫“和声”)就是研究和音的结构以及他们如何连接的理论
几个不同的音在同一时间的结合叫做和音。 
三个、四个或者五个音高和音名都不相同的音组成的和音就是和弦，其中分为：
1. 按三度排列的音
2. 在作八度转移后可作三度排列的音

### 和音与和弦的区别
和音是同一时间内几个任意不同的音的结合，而和弦则需要形成三度叠置形态，或转位后可形成三度叠置形态。

### 和音与和声的区别
和音是一个时间点上所形成的，而和声指的是和音在时间上的连续进行。和声学是一门既研究纵向和音结构又研究横向和音连接的理论。

## 偶然结合

### 非三度结构的和音
在强拍或弱拍上出现的和弦外音导致了非三度结构和音（人们称之为“偶然结合”）的形成。当这种和音在弱拍上出现时，它们是经过的、辅助的，有时是先现的和音。
由延留音在强拍上形成的非三度结构和音形成一种高度紧张的效果并要求得到缓和，而这种缓和是在解决，也就是恢复到三度结构的和弦时才能形成。

### 三度结构偶然结合的和音
有时，由延留音（或经过音等）构成的和音在表面上看来也可以按三度排列。
对于三度结构的延留音与和弦，一般可以根据下列特点加以区别：
- 三度结构的延留音形成的和弦往往是该时期所不常用的（例如在维也纳古典作曲家作品中的S7）
- 三度结构的延留音所处的位置与正常的功能进行规律不相符

这种由延留音构成的具有三度结构的和音没有独立的功能，叫做假(也就是不独立的)和弦。
不仅延留音，其他形式的和弦外音（经过音、辅助音、先现音）也经常形成假和弦。它们的共同特点就是旋律的倾向性，而延留音由于其节奏位置（在小节的强拍上），在这方面表现得更为鲜明。

破坏和弦的三度结构的延留音在19世纪以前，在记谱上还总是记成没有短斜线的长倚音（但其奏法是在强拍上，跟和弦的其他音同时奏出）。